# ساندرا سيبولفيدا
ساندرا سيبولفيدا (بالإسبانية: Sandra Sepúlveda) (3 مارس 1988 في كولومبيا - ) هي لاعبة كرة قدم كولومبية في مركز حراسة المرمى، شاركت في الألعاب الأولمبية الصيفية 2016 والألعاب الأولمبية الصيفية 2012. وشاركت مع منتخب كولومبيا لكرة القدم للسيدات. أما مع النوادي، فقد لعبت مع Formas Íntimas ‏.

## وصلات خارجية
- ساندرا سيبولفيدا على موقع الاتحاد الدولي (مؤرشف)  (الإنجليزية)
- ساندرا سيبولفيدا على موقع الاتحاد الأوربي (الإنجليزية)
- ساندرا سيبولفيدا على موقع قاعدة بيانات كرة القدم.إي يو (الإنجليزية)
- ساندرا سيبولفيدا على موقع Soccerway.com (الإنجليزية)
- ساندرا سيبولفيدا على موقع اللجنة الأولمبية الدولية (الإنجليزية)
- ساندرا سيبولفيدا على موقع أوليمبيديا (الإنجليزية)